# Jan Harting
Pour les articles homonymes, voir Harting.
Jan Harting (né et mort à des dates inconnues) était un joueur de football néerlandais, international indonésien, qui évoluait en tant que défenseur.

## Biographie

### Club
On sait peu de choses sur sa carrière de club, sauf qu'il jouait dans l'équipe indonésienne du HBS Soerabaja.

### International
Il fait partie de l'équipe des Indes néerlandaises (aujourd'hui l'Indonésie) qui dispute la coupe du monde 1938. [réf. nécessaire]
Lors de ce mondial, l'équipe indonésienne s'incline sur un score de 6 buts à 0 au 1er tour contre l'équipe de Hongrie, future finaliste de la compétition. [réf. nécessaire]